# اللحوم المملحة

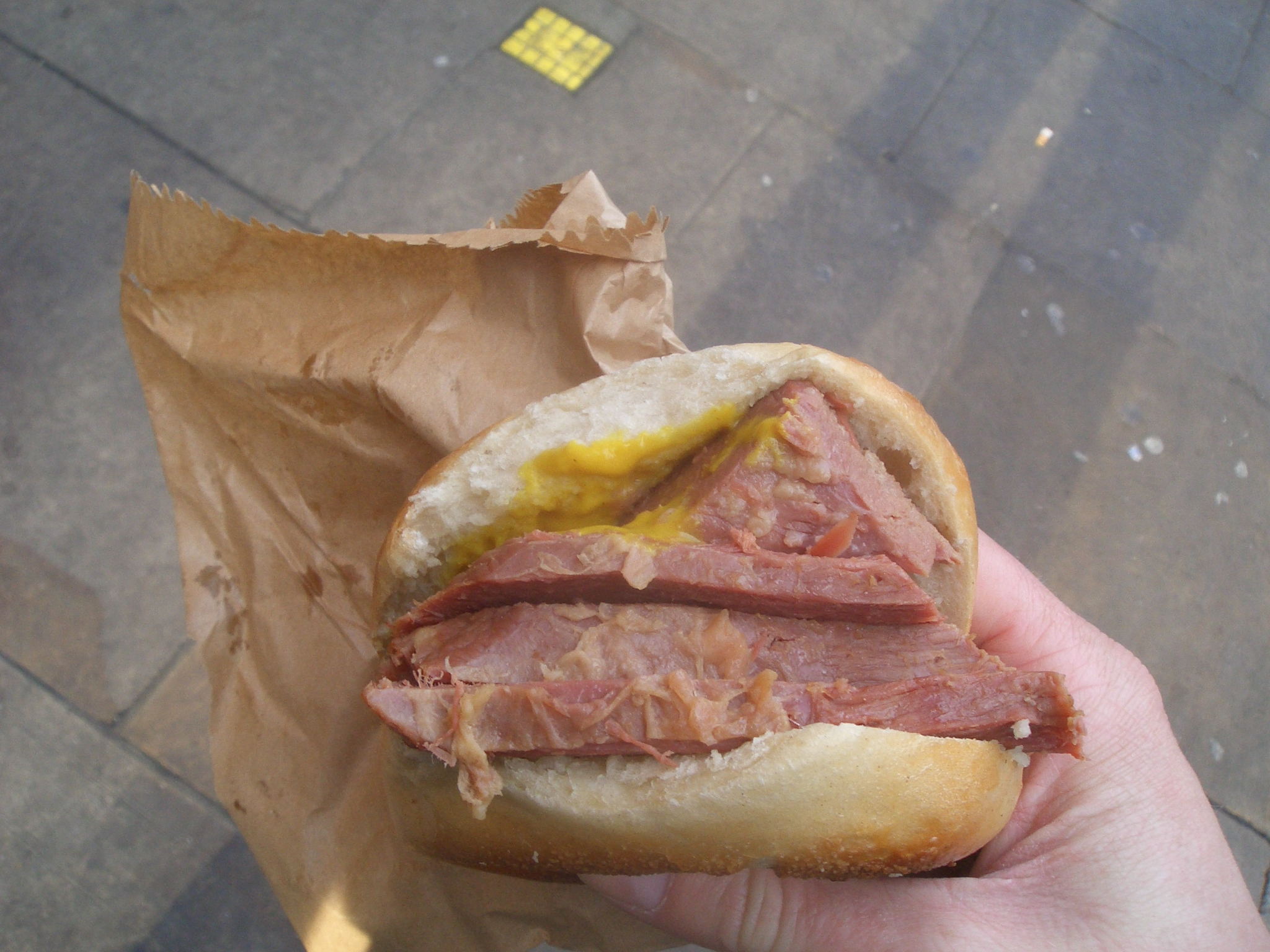
كعكة تحتوى على اللحم المملح والخردل.

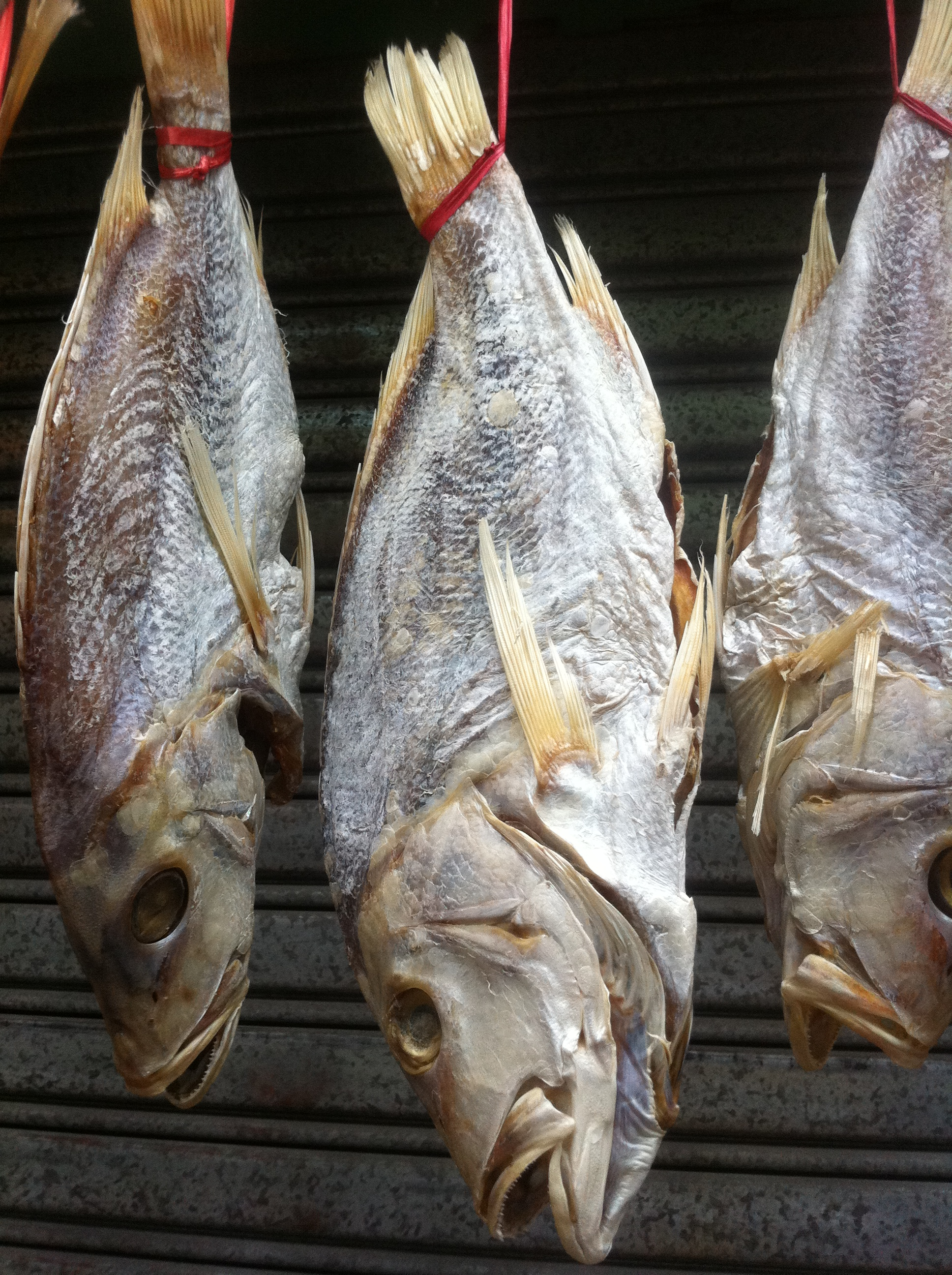
السمك المملح والمجفف يباع في هونج كونج.

اللحوم المملحة (بالإنجليزية: Salt-cured meat)‏ هي اللحوم أو الأسماك التي يتم حفظها أو معالجتها بواسطة الملح. تتم عملية التمليح بواسطة الملح الجاف أو محلول ملحى، كانت هذه الطريقة شائعة لحفظ اللحوم حتى أواسط القرن العشرين ثم أصبحت أقل استخداما بعد ظهور الثلاجات.
يعمل الملح على تقليل نمو الكائنات الدقيقة عن طريق طرد المياه خارج الخلية الميكروبية بواسطة الخاصية الأسموزية.
لدى المحلول الملحى ذو تركيز 20% القدرة على القضاء على معظم البكتيريا الضارة.
يستخدم تدخين اللحوم ف عملية تمليحها وذلك عن طريق إضافة مواد كيميائية إلى سطح اللحوم لتقليل تركيز الملح المطلوب.
اللحوم والأسماك المملحة من أساسيات النظام الغذائى في شمال افريقيا وجنوب الصين والدول الإسكندنافية وسواحل روسيا والمحيط الهادئ، وقد كانت من الأغذية الأساسية  للبحارة أثناء عصر الشراع ( 1571-1862)؛ حيث كان البحارة  يقومون بحفظ هذه اللحوم في براميل لفترات طويلة قد تصل إلى شهر حين يكونون في عرض البحر بعيدا عن مرأى اليابسة.
وكان غذاء البحرية الملكية البريطانية يتكون من لحوم البقر والخنازير المملحة مع البسكويت ودقيق الشوفان مع بعض المكملات الغذائية كالبازلاء والجبن والزبدة.
أسس إيريك نيوبى عام 1938 النظام الغذائى على سفينة موشلو والذي كان يتكون ف المجمل من اللحوم المملحة.
وبسبب افتقار سفينة موشلو للثلاجات أصبحت اللحوم المملحة هي الخيار الأفضل للقيام بالرحلات البحرية وذلك لأن السفينة قد تستغرق حوالى 100 يوم للإبحار بين الموانئ.